# Papa rellena
Le papas rellenas sono la variante di crocchette più popolare nelle regioni dell'America Latina come Perù, Ecuador, Bolivia, Messico, Cile, Colombia e nei Caraibi (soprattutto Repubblica Dominicana, Cuba e Porto Rico). Le prime ricette latinoamericane stampate risalgono alla fine del XIX secolo, in un periodo in cui la cucina francese stava influenzando la dieta locale.

## Preparazione peruviana
Il piatto è formato da un impasto a base di patate farcito con un ripieno di carne di manzo e cipolle tritate, olive intere, uova sode, cumino e altre spezie; una volta terminata la preparazione l'intero composto viene fritto. Spesso, per dare maggior consistenza, viene aggiunta della farina di patate.
In Perù, il piatto è solitamente accompagnato da una "salsa criolla", o una salsa ají.

## Varianti caraibiche
Nei Caraibi il piatto consiste in un purè di patate ripieno di carne macinata condita con varie spezie che viene fritto tramite immersione.
Il piatto varia nella preparazione e nella presentazione da Paese a Paese; tendenzialmente si tratta di una delle pietanze preferite dagli abitanti locali nelle città americane con un'ampia comunità cubana come Miami e Tampa, dove viene preferita la variante composta da polpette di patate farcite con picadillo condito.
Questo piatto è ampiamente diffuso anche a Porto Rico, dove viene chiamato "relleno de papa". Qui le patate vengono prima bollite e poi schiacciate assieme a uova, amido di mais, latte e burro; l'impasto viene in seguito farcito con formaggio, picadillo o un altro tipo di carne, ricoperto con uovo sbattuto ed impanato nella farina di mais o nel pangrattato prima della frittura. Le patate possono essere sostituite con platano dolce (relleno de maduros) o albero del pane (relleno de panapén).

## Nella cultura popolare
La papa rellena è apparsa in una puntata della seconda stagione della serie TV Netflix Street Food